# Eric Monjonell Torras
Eric Monjonell Torras (Barcelona, España, 6 de diciembre de 2001) es un futbolista español que juega de defensa en la U. D. Ibiza de la Primera Federación.

## Trayectoria
El 4 de noviembre de 2020 hizo su debut profesional con el Girona F. C., club al que llegó siendo juvenil, saliendo de reserva en el minuto 82 sustituyendo a Gerard Gumbau en el empate 2-2 frente al Real Zaragoza. La siguiente temporada participó en dos partidos de la Copa del Rey en los que marcó un gol.
En 2022 realizó la pretemporada con el primer equipo antes de renovar su contrato hasta 2025 y ser cedido el 31 de agosto al Lommel Sportkring, equipo que militaba en la Segunda División de Bélgica. Posteriormente regresó a Gerona antes de desvincularse definitivamente en febrero de 2024 para fichar por la U. D. Ibiza.

## Clubes
| Club                       | País    | Año       |
| -------------------------- | ------- | --------- |
| Girona F. C. "B"           | España  | 2020-2024 |
| Lommel Sportkring (cedido) | Bélgica | 2022-2023 |
| U. D. Ibiza                | España  | 2024-     |